# Osman Özköylü
Osman Özköylü (Aydın, 1971. augusztus 26. –), török válogatott labdarúgó.
A török válogatott tagjaként részt vett a 2000-es Európa-bajnokságon.

## Sikerei, díjai
Trabzonspor
- Török kupagyőztes (1): 1994–95
- Török szuperkupagyőztes (1): 1995